# ルースレス
ルースレス（Ruthless、1864年 - 1876年）はアメリカ合衆国の競走馬、繁殖牝馬。第1回ベルモントステークスの勝ち馬で、"バルバロスバタリオン" (Barbarous Battalion) と呼ばれた姉妹の一頭。1975年にはアメリカ競馬名誉の殿堂博物館に殿堂馬として選出された。

## 経歴
母バルバリティは名種牡馬レキシントンの競走馬時代の所有者であるリチャード・テン・ブロウクの所有馬として走り、マッチレースで3勝するなどの成績を残した。その後、フランシス・モリスとの間で揉め事があり、ブロウクは和解の条件の一部としてバルバリティをモリスに譲った。モリスの所有となったバルバリティは同じくブロウクから譲られたエクリプスII（18世紀の名馬であるエクリプスがいるためエクリプスIIと表記される）を種付けされルースレスが誕生した。その後もモリスはバルバリティにエクリプスIIを種付けし続け、優秀な成績の牝馬を4頭生んでいる。ルースレスの姉妹は母バルバリティの名から"バルバロスバタリオン"と呼ばれた。

### 戦績
1866年は4戦して2勝をあげ、ナーサリーステークスなどに勝利した。1867年は7戦して5勝2着2回の成績を残した。第1回のベルモントステークスはジェロームパーク競馬場の13ハロン（約2615メートル）、4頭立てで行われ、出走馬中牝馬はルースレスだけであったが2着のDeCourceyにアタマ差で勝利した。ベルモントステークスを制した牝馬は他に第39回優勝馬のタニヤと第139回優勝馬のラグズトゥリッチズの2頭だけである。その後の第4回トラヴァーズステークスでも勝利した。トラヴァーズステークスを制したのは牝馬として2頭目、ベルモントステークスとトラヴァーズステークスを制した牝馬はルースレスのみである。ルースレスは11戦7勝2着4回の成績で3歳で引退した。
引退後はモリスの牧場で繁殖牝馬となったが、活躍する産駒は出なかった。1876年にハンターの誤射を受け、その数週間後に死亡した。
1975年にアメリカ競馬名誉の殿堂博物館に殿堂馬として選出された。アケダクト競馬場ではルースレスを記念し1月にルースレスステークスが行われている。

### 年度別競走成績
- 1866年（2歳） - 4戦2勝
  - ナーサリーステークス、2着サラトガステークス
- 1867年（3歳） - 7戦5勝
  - ベルモントステークス、トラヴァーズステークス、スプリングステークス、セキュエルステークス

## 血統表
| ルースレス (Ruthless)の血統（タッチストン系 / Camel 3×4=18.25%、Cobweb (Sister to Cobweb) 4×4=12.50% （父内） 、Partisan 4×5=9.38%、Selim 5.5×5=9.38%） | ルースレス (Ruthless)の血統（タッチストン系 / Camel 3×4=18.25%、Cobweb (Sister to Cobweb) 4×4=12.50% （父内） 、Partisan 4×5=9.38%、Selim 5.5×5=9.38%） | ルースレス (Ruthless)の血統（タッチストン系 / Camel 3×4=18.25%、Cobweb (Sister to Cobweb) 4×4=12.50% （父内） 、Partisan 4×5=9.38%、Selim 5.5×5=9.38%） | （血統表の出典）    | （血統表の出典） |
| 父 Eclipse II 1855 鹿毛 | 父の父Orlando 1841 鹿毛 | Touchstone | Camel               | Camel            |
| 父 Eclipse II 1855 鹿毛 | 父の父Orlando 1841 鹿毛 | Touchstone | Banter              |                  |
| 父 Eclipse II 1855 鹿毛 | 父の父Orlando 1841 鹿毛 | Vulture | Langar              | Langar           |
| 父 Eclipse II 1855 鹿毛 | 父の父Orlando 1841 鹿毛 | Vulture | Kite                |                  |
| 父 Eclipse II 1855 鹿毛 | 父の母Gaze 1842 鹿毛 | Bay Middleton | Sultan              | Sultan           |
| 父 Eclipse II 1855 鹿毛 | 父の母Gaze 1842 鹿毛 | Bay Middleton | Cobweb              |                  |
| 父 Eclipse II 1855 鹿毛 | 父の母Gaze 1842 鹿毛 | Flycatcher | Godolphin           | Godolphin        |
| 父 Eclipse II 1855 鹿毛 | 父の母Gaze 1842 鹿毛 | Flycatcher | Sister to Cobweb    |                  |
| 母 Barbarity 1854 鹿毛 | 母の父Simoom 1838 鹿毛 | Camel | Whalebone           | Whalebone        |
| 母 Barbarity 1854 鹿毛 | 母の父Simoom 1838 鹿毛 | Camel | Selim Mare          |                  |
| 母 Barbarity 1854 鹿毛 | 母の父Simoom 1838 鹿毛 | Sea-Breeze | Paulowitz           | Paulowitz        |
| 母 Barbarity 1854 鹿毛 | 母の父Simoom 1838 鹿毛 | Sea-Breeze | zephyretta          |                  |
| 母 Barbarity 1854 鹿毛 | 母の母Buzzard Mare 1838 栗毛 | Buzzard | Blacklock           | Blacklock        |
| 母 Barbarity 1854 鹿毛 | 母の母Buzzard Mare 1838 栗毛 | Buzzard | Miss Newton         |                  |
| 母 Barbarity 1854 鹿毛 | 母の母Buzzard Mare 1838 栗毛 | Donna Maria | Partisan            | Partisan         |
| 母 Barbarity 1854 鹿毛 | 母の母Buzzard Mare 1838 栗毛 | Donna Maria | Donna Clara F-No.32 |                  |

前述の通り、全妹に4頭の活躍馬がいる。しかし母としては本馬を含めいずれも失敗に終わっている。
- Relentless（1戦1勝、サラトガステークス、1867年度最優秀2歳牝馬）
- Remorseless（ナーサリーステークス、サラトガステークスなど、1869年度最優秀2歳牝馬）
- Regardless（アラバマステークス、モンマスオークスなど）
- Merciless（アラバマステークス）